# Canton de Clermont-en-Argonne
Le canton de Clermont-en-Argonne est une circonscription électorale française située dans le département de la Meuse et la région Grand Est.

## Géographie
Ce canton est organisé autour du bureau centralisateur de Clermont-en-Argonne et fait partie intégralement de l'arrondissement de Verdun. Son altitude varie de 137 m (Lachalade) à 387 m (Vilosnes-Haraumont) pour une altitude moyenne de 236 m. Sa superficie est de 656,30 km2.

## Histoire
Le canton de Clermont fait partie du district de Clermont, créée par le décret du 30 janvier 1790.
Le 27 vendémiaire an X (19 octobre 1801), il intègre l'arrondissement de Verdun,.
À la suite du redécoupage cantonal de 2014, les limites territoriales du canton sont remaniées. Le nombre de communes du canton passe de 14 à 50, avec l'ajout :
- des 12 communes qui formaient l'ancien canton de Varennes-en-Argonne : Avocourt, Baulny, Boureuilles, Charpentry, Cheppy, Esnes-en-Argonne, Lachalade, Malancourt, Montblainville, Varennes-en-Argonne, Vauquois et Véry ;
- des 17 communes qui formaient l'ancien canton de Montfaucon-d'Argonne : Bantheville, Brabant-sur-Meuse, Cierges-sous-Montfaucon, Consenvoye, Cuisy, Cunel, Dannevoux, Épinonville, Forges-sur-Meuse, Gercourt-et-Drillancourt, Gesnes-en-Argonne, Montfaucon-d'Argonne, Nantillois, Regnéville-sur-Meuse, Romagne-sous-Montfaucon, Septsarges et Sivry-sur-Meuse ;
- de 6 des 22 communes qui formaient l'ancien canton de Charny-sur-Meuse : Béthelainville, Béthincourt, Chattancourt, Fromeréville-les-Vallons, Marre et Montzéville ;
- de 1 des 17 communes qui formaient l'ancien canton de Dun-sur-Meuse : Vilosnes-Haraumont.

## Représentation

### Conseillers d'arrondissement (de 1833 à 1940)
| Période                                  | Période           | Identité                                      | Étiquette | Qualité |
| ---------------------------------------- | ----------------- | --------------------------------------------- | --------- | --- |
| 1833                                     | 1839              | Louis Magisson                                |           | Négociant, adjoint au maire de Clermont                                                                                        |
| 1839                                     | 1845              | Pierre Henry Louis Joseph Collin              |           | Président du Tribunal de Sainte-Ménehould (Marne)                                                                              |
| 1845                                     | 1867 (décès)      | François Godfrin (1799-1867)                  |           | Notaire à Clermont |
| 1867                                     | 1875              | Vicomte Émile Harmand d'Abancourt (1835-1909) |           | Conseiller référendaire à la Cour des comptes à Paris, et propriétaire du château du château d'Abancourt à Neuvilly-en-Argonne |
| 1875                                     | 1884 (annulation) | Sébastien-Édouard Collot                      |           | Docteur en médecine, maire de Clermont-en-Argonne                                                                              |
| 1884                                     | 1889              | André-Alfred Godfrin                          |           | Docteur en médecine, maire de Clermont-en-Argonne                                                                              |
| 1889                                     | 1895              | Louis Émile de Bigault du Granrut (1854-1924) |           | Ancien commandant d'artillerie, exploitant de verrerie, propriétaire des Sénades, maire des Islettes                           |
| 1895                                     | 1907              | Charles-Auguste Lelorain                      |           | Négociant, maire des Islettes                                                                                                  |
| 1907                                     | 1910              | Louis Émile de Bigault du Granrut             |           | Ancien commandant d'artillerie, exploitant de verrerie, propriétaire des Sénades, aux Islettes                                 |
| 1910                                     | 1913              | Marie-Auguste-Edmond Clause                   |           | Docteur en médecine à Clermont-en-Argonne                                                                                      |
|                                          |                   |                                               |           | |
| 1919                                     | 1934              | Chéri Chevallier                              |           | Industriel, maire de Récicourt                                                                                                 |
| 1934                                     | 1939              | Gaston Albert Lelorain                        | Rad.ind.  | Négociant à Clermont-en-Argonne et aux Islettes                                                                                |
| 1939                                     | 1940              | siège vacant                                  |           | |
| 1940                                     |                   |                                               |           | Les conseils d'arrondissement ont été suspendus par la loi du 12 octobre 1940 et n'ont jamais été réactivés                    |
| Les données manquantes sont à compléter. |                   |                                               |           | |

### Conseillers généraux de 1833 à 2015
| Période      | Période               | Identité                                  | Étiquette             | Qualité |
| ------------ | --------------------- | ----------------------------------------- | --------------------- | --- |
| 1833         | 1839                  | François Louis                            |                       | Maître de poste, propriétaire Maire de Clermont                                                                   |
| 1839         | 1845                  | Louis Magisson                            |                       | Marchand de bois, Maire de Clermont, conseiller d'arrondissement                                                  |
| 1845         | 1862                  | Pierre Henry Louis Joseph Collin          |                       | Avocat, juge, président du tribunal civil de Sainte-Menehould, conseiller d'arrondissement                        |
| 1862         | 1875 (décès)          | Étienne Jules Harmand Vicomte d'Abancourt | Droite                | Greffier en chef de la Cour des comptes Propriétaire à Verdun                                                     |
| 1875         | 1895                  | Vicomte Émile Harmand Vicomte d'Abancourt | Droite                | Conseiller référendaire à la Cour des comptes, propriétaire du château d'Abancourt à Neuvilly-en-Argonne          |
| 1895         | 1901                  | Henri Paul Labrosse                       | Républicain           | Président du Tribunal civil de Saint-Mihiel Maire                                                                 |
| 1901         | 1913 (décès)          | Marie Auguste Gabriel Moreau              | Républicain           | Avocat Maire de Froidos                                                                                           |
| octobre 1913 | décembre 1913 (décès) | Henri Paul Labrosse                       | Républicain           | Président du Tribunal civil de Saint-Mihiel Maire de Clermont-en-Argonne                                          |
| 1913         | 1919                  | Marie Auguste Edmond Clause               |                       | Docteur en médecine à Clermont-en-Argonne                                                                         |
| 1919         | 1939 (décès)          | Joseph Loyseau du Boulay                  | URD                   | Industriel Maire d'Auzéville Président du Conseil général (1935-1938)                                             |
| 1939         | 1940                  | Gaston Albert Lelorain                    | Rad.ind.              | Négociant à Clermont-en-Argonne, conseiller d'arrondissement Nommé conseiller départemental en 1943               |
|              |                       |                                           |                       | |
| 1945         | 1958                  | Marc Marchand                             | MRP puis DVD          | Cultivateur Maire de Récicourt                                                                                    |
| 1958         | 1994                  | Michel Rufin                              | DVD puis UDR puis RPR | Notaire Maire de Clermont-en-Argonne (1947-1995) Conseiller régional de Lorraine (1983-1986) Sénateur (1983-2001) |
| 1994         | 2008                  | Bernard Villefayot                        | DVD puis UMP          | Secrétaire général de mairie Maire de Clermont-en-Argonne (2001-2008)                                             |
| 2008         | 2015                  | Christian Ponsignon                       | PS                    | Cuisinier Maire du Neufour (depuis 2008)                                                                          |

### Conseillers départementaux à partir de 2015
| Période élective | Période élective | Mandat | Mandat   | Identité                 | Nuance | Nuance | Qualité |
| ---------------- | ---------------- | ------ | -------- | ------------------------ | ------ | ------ | --- |
| 2015             | 2021             | 2015   | 2021     | Jean-François Lamorlette |        | DVD    | Agriculteur Maire de Cheppy (depuis 1995) Ancien conseiller général du canton de Varennes-en-Argonne (1998-2015) |
| 2015             | 2021             | 2015   | 2021     | Arlette Palanson         |        | LR     | Retraitée, Clermont-en-Argonne                                                                                   |
| 2021             | 2028             | 2021   | en cours | Jean-François Lamorlette |        | DVD    | Conseiller sortant                                                                                               |
| 2021             | 2028             | 2021   | en cours | Arlette Palanson         |        | LR     | Conseillère sortante                                                                                             |

### Résultats détaillés

#### Élections de mars 2015
À l'issue du 1er tour des élections départementales de 2015, trois binômes sont en ballottage : Jean-François Lamorlette et Arlette Palanson (UMP, 46,86 %), David Le Budet et Thérèse Lenormand (FN, 27,53 %) et Christian Ponsignon et Françoise Tessier (PS, 25,61 %). Le taux de participation est de 58,28 % (4 144 votants sur 7 111 inscrits) contre 53,07 % au niveau départemental et 50,17 % au niveau national.
Au second tour, Jean-François Lamorlette et Arlette Palanson (UMP) sont élus avec 52,48 % des suffrages exprimés et un taux de participation de 59,09 % (2 120 voix pour 4 204 votants et 7 115 inscrits).

#### Élections de juin 2021
Le premier tour des élections départementales de 2021 est marqué par un très faible taux de participation (33,26 % au niveau national). Dans le canton de Clermont-en-Argonne, ce taux de participation est de 40,99 % (2 825 votants sur 6 892 inscrits) contre 34,51 % au niveau départemental. À l'issue de ce premier tour, deux binômes sont en ballottage : Jean-François Lamorlette et Arlette Palanson (DVD, 57,43 %) et Gislaine Di Risio et David Le Budet (RN, 25,21 %).
Le second tour des élections est marqué une nouvelle fois par une abstention massive équivalente au premier tour. Les taux de participation sont de 34,36 % au niveau national, 35,74 % dans le département et 41,65 % dans le canton de Clermont-en-Argonne. Jean-François Lamorlette et Arlette Palanson (DVD) sont élus avec 71,81 % des suffrages exprimés (1 905 voix pour 2 869 votants et 6 889 inscrits),,.

## Composition

### Composition avant 2015

Situation du canton de Clermont-en-Argonne dans l'arrondissement de Verdun avant 2015.

Le canton de Clermont-en-Argonne regroupait 14 communes sur une superficie de 200,1 km2.
| Nom                             | Code Insee | Codepostal | Superficie (km2) | Population (dernière pop. légale) | Densité (hab./km2) |
| ------------------------------- | ---------- | ---------- | ---------------- | --------------------------------- | ------------------ |
| Clermont-en-Argonne (chef-lieu) | 55117      | 55120      | 66,94            | 1 548 (2012)                      | 23                 |
| Aubréville                      | 55014      | 55120      | 28,99            | 397 (2012)                        | 14                 |
| Brabant-en-Argonne              | 55068      | 55120      | 7,79             | 104 (2012)                        | 13                 |
| Brocourt-en-Argonne             | 55082      | 55120      | 6,71             | 46 (2012)                         | 6,9                |
| Le Claon                        | 55116      | 55120      | 7,32             | 54 (2012)                         | 7,4                |
| Dombasle-en-Argonne             | 55155      | 55120      | 11,68            | 432 (2012)                        | 37                 |
| Froidos                         | 55199      | 55120      | 8,74             | 100 (2012)                        | 11                 |
| Futeau                          | 55202      | 55120      | 1,73             | 165 (2012)                        | 95                 |
| Les Islettes                    | 55253      | 55120      | 5,55             | 818 (2012)                        | 147                |
| Jouy-en-Argonne                 | 55257      | 55120      | 6,30             | 55 (2012)                         | 8,7                |
| Le Neufour                      | 55379      | 55120      | 0,92             | 78 (2012)                         | 85                 |
| Neuvilly-en-Argonne             | 55383      | 55120      | 18,32            | 214 (2012)                        | 12                 |
| Rarécourt                       | 55416      | 55120      | 15,41            | 212 (2012)                        | 14                 |
| Récicourt                       | 55419      | 55120      | 13,70            | 173 (2012)                        | 13                 |

### Composition à partir de 2015
Le canton de Clermont-en-Argonne regroupe désormais 50 communes sur une superficie de 656,30 km2.
| Nom                                         | Code Insee | Intercommunalité                      | Superficie (km2) | Population (dernière pop. légale) | Densité (hab./km2) | Modifier                                    |
| ------------------------------------------- | ---------- | ------------------------------------- | ---------------- | --------------------------------- | ------------------ | ------------------------------------------- |
| Clermont-en-Argonne (bureau centralisateur) | 55117      | CC Argonne-Meuse                      | 66,94            | 1 428 (2022)                      | 21                 | modifier les données · modifier les données |
| Aubréville                                  | 55014      | CC Argonne-Meuse                      | 28,99            | 367 (2022)                        | 13                 | modifier les données · modifier les données |
| Avocourt                                    | 55023      | CC Argonne-Meuse                      | 14,66            | 121 (2022)                        | 8,3                | modifier les données · modifier les données |
| Bantheville                                 | 55028      | CC du Pays de Stenay et du Val Dunois | 14,28            | 103 (2022)                        | 7,2                | modifier les données · modifier les données |
| Baulny                                      | 55033      | CC Argonne-Meuse                      | 3,91             | 20 (2022)                         | 5,1                | modifier les données · modifier les données |
| Béthelainville                              | 55047      | CA du Grand Verdun                    | 11,94            | 156 (2022)                        | 13                 | modifier les données · modifier les données |
| Béthincourt                                 | 55048      | CA du Grand Verdun                    | 13,32            | 47 (2022)                         | 3,5                | modifier les données · modifier les données |
| Boureuilles                                 | 55065      | CC Argonne-Meuse                      | 21,33            | 117 (2022)                        | 5,5                | modifier les données · modifier les données |
| Brabant-en-Argonne                          | 55068      | CC Argonne-Meuse                      | 7,79             | 100 (2022)                        | 13                 | modifier les données · modifier les données |
| Brabant-sur-Meuse                           | 55070      | CC Argonne-Meuse                      | 6,90             | 117 (2022)                        | 17                 | modifier les données · modifier les données |
| Brocourt-en-Argonne                         | 55082      | CC Argonne-Meuse                      | 6,71             | 46 (2022)                         | 6,9                | modifier les données · modifier les données |
| Charpentry                                  | 55103      | CC Argonne-Meuse                      | 4,41             | 23 (2022)                         | 5,2                | modifier les données · modifier les données |
| Chattancourt                                | 55106      | CA du Grand Verdun                    | 10,36            | 176 (2022)                        | 17                 | modifier les données · modifier les données |
| Cheppy                                      | 55113      | CC Argonne-Meuse                      | 14,83            | 155 (2022)                        | 10                 | modifier les données · modifier les données |
| Cierges-sous-Montfaucon                     | 55115      | CC Argonne-Meuse                      | 9,15             | 45 (2022)                         | 4,9                | modifier les données · modifier les données |
| Le Claon                                    | 55116      | CC Argonne-Meuse                      | 7,32             | 48 (2022)                         | 6,6                | modifier les données · modifier les données |
| Consenvoye                                  | 55124      | CC Argonne-Meuse                      | 15,85            | 290 (2022)                        | 18                 | modifier les données · modifier les données |
| Cuisy                                       | 55137      | CC Argonne-Meuse                      | 5,56             | 48 (2022)                         | 8,6                | modifier les données · modifier les données |
| Cunel                                       | 55140      | CC du Pays de Stenay et du Val Dunois | 4,69             | 22 (2022)                         | 4,7                | modifier les données · modifier les données |
| Dannevoux                                   | 55146      | CC du Pays de Stenay et du Val Dunois | 14,40            | 192 (2022)                        | 13                 | modifier les données · modifier les données |
| Dombasle-en-Argonne                         | 55155      | CC Argonne-Meuse                      | 11,68            | 374 (2022)                        | 32                 | modifier les données · modifier les données |
| Épinonville                                 | 55174      | CC Argonne-Meuse                      | 14,06            | 69 (2022)                         | 4,9                | modifier les données · modifier les données |
| Esnes-en-Argonne                            | 55180      | CC Argonne-Meuse                      | 14,76            | 135 (2022)                        | 9,1                | modifier les données · modifier les données |
| Forges-sur-Meuse                            | 55193      | CC Argonne-Meuse                      | 15,97            | 122 (2022)                        | 7,6                | modifier les données · modifier les données |
| Froidos                                     | 55199      | CC Argonne-Meuse                      | 8,74             | 91 (2022)                         | 10                 | modifier les données · modifier les données |
| Fromeréville-les-Vallons                    | 55200      | CA du Grand Verdun                    | 20,30            | 212 (2022)                        | 10                 | modifier les données · modifier les données |
| Futeau                                      | 55202      | CC Argonne-Meuse                      | 1,73             | 139 (2022)                        | 80                 | modifier les données · modifier les données |
| Gercourt-et-Drillancourt                    | 55206      | CC Argonne-Meuse                      | 13,60            | 123 (2022)                        | 9,0                | modifier les données · modifier les données |
| Gesnes-en-Argonne                           | 55208      | CC Argonne-Meuse                      | 7,06             | 52 (2022)                         | 7,4                | modifier les données · modifier les données |
| Les Islettes                                | 55253      | CC Argonne-Meuse                      | 5,55             | 696 (2022)                        | 125                | modifier les données · modifier les données |
| Jouy-en-Argonne                             | 55257      | CC Argonne-Meuse                      | 6,30             | 55 (2022)                         | 8,7                | modifier les données · modifier les données |
| Lachalade                                   | 55266      | CC Argonne-Meuse                      | 19,45            | 54 (2022)                         | 2,8                | modifier les données · modifier les données |
| Malancourt                                  | 55313      | CC Argonne-Meuse                      | 16,52            | 69 (2022)                         | 4,2                | modifier les données · modifier les données |
| Marre                                       | 55321      | CA du Grand Verdun                    | 10,20            | 181 (2022)                        | 18                 | modifier les données · modifier les données |
| Montblainville                              | 55343      | CC Argonne-Meuse                      | 12,06            | 57 (2022)                         | 4,7                | modifier les données · modifier les données |
| Montfaucon-d'Argonne                        | 55346      | CC Argonne-Meuse                      | 23,61            | 276 (2022)                        | 12                 | modifier les données · modifier les données |
| Montzéville                                 | 55355      | CA du Grand Verdun                    | 17,65            | 154 (2022)                        | 8,7                | modifier les données · modifier les données |
| Nantillois                                  | 55375      | CC du Pays de Stenay et du Val Dunois | 7,66             | 63 (2022)                         | 8,2                | modifier les données · modifier les données |
| Le Neufour                                  | 55379      | CC Argonne-Meuse                      | 0,92             | 54 (2022)                         | 59                 | modifier les données · modifier les données |
| Neuvilly-en-Argonne                         | 55383      | CC Argonne-Meuse                      | 18,32            | 227 (2022)                        | 12                 | modifier les données · modifier les données |
| Rarécourt                                   | 55416      | CC Argonne-Meuse                      | 15,41            | 205 (2022)                        | 13                 | modifier les données · modifier les données |
| Récicourt                                   | 55419      | CC Argonne-Meuse                      | 13,70            | 150 (2022)                        | 11                 | modifier les données · modifier les données |
| Regnéville-sur-Meuse                        | 55422      | CC Argonne-Meuse                      | 3,81             | 50 (2022)                         | 13                 | modifier les données · modifier les données |
| Romagne-sous-Montfaucon                     | 55438      | CC Argonne-Meuse                      | 15,70            | 175 (2022)                        | 11                 | modifier les données · modifier les données |
| Septsarges                                  | 55484      | CC Argonne-Meuse                      | 8,86             | 47 (2022)                         | 5,3                | modifier les données · modifier les données |
| Sivry-sur-Meuse                             | 55490      | CC du Pays de Stenay et du Val Dunois | 22,24            | 337 (2022)                        | 15                 | modifier les données · modifier les données |
| Varennes-en-Argonne                         | 55527      | CC Argonne-Meuse                      | 11,81            | 629 (2022)                        | 53                 | modifier les données · modifier les données |
| Vauquois                                    | 55536      | CC Argonne-Meuse                      | 8,14             | 23 (2022)                         | 2,8                | modifier les données · modifier les données |
| Véry                                        | 55549      | CC Argonne-Meuse                      | 11,74            | 82 (2022)                         | 7,0                | modifier les données · modifier les données |
| Vilosnes-Haraumont                          | 55571      | CC du Pays de Stenay et du Val Dunois | 15,41            | 254 (2022)                        | 16                 | modifier les données · modifier les données |
| Canton de Clermont-en-Argonne               | 5506       |                                       | 656,30           | 8 776 (2022)                      | 13                 | modifier les données                        |

## Démographie

### Démographie avant 2015
| 1962  | 1968  | 1975  | 1982  | 1990  | 1999  | 2006  | 2011  | 2012  |
| ----- | ----- | ----- | ----- | ----- | ----- | ----- | ----- | ----- |
| 4 982 | 4 932 | 4 620 | 4 493 | 4 534 | 4 513 | 4 436 | 4 444 | 4 396 |

### Démographie depuis 2015
En 2022, le canton comptait 8 776 habitants, en évolution de −4,17 % par rapport à 2016 (Meuse : −4,4 %, France hors Mayotte : +2,11 %).
| 2013  | 2018  | 2022  |
| ----- | ----- | ----- |
| 9 383 | 8 986 | 8 776 |